# Thermes antiques de Cinais
Les thermes antiques de Cinais constituent un ensemble thermal gallo-romain actif du IIe au IVe siècle, situé sur la commune française de Cinais en Indre-et-Loire.
Les fouilles mettent un évidence un complexe de pièces se développant peut-être sur 600 m2. Les thermes fonctionnent dans leur configuration initiale aux IIe et IIIe siècles, avant qu'au IVe siècle un incendie n'oblige à les reconstruire largement sur un plan peu modifié. L'importance de ces thermes leur confère très certainement un statut public au sein de l'agglomération secondaire antique de Cinais, pressentie mais encore à localiser au niveau du bourg.

## L'agglomération secondaire gallo-romaine
L'existence d'une agglomération secondaire d'une superficie d'une quinzaine d'hectares est très probable au niveau du bourg de Cinais ; cette agglomération semble toutefois abandonnée, au moins partiellement, avant la fin de l'Antiquité. 
Le site se trouve au croisement de deux itinéraires supposés antiques : la voie est-ouest longeant la rive gauche de la Vienne, assimilable à la route départementale 751, et la voie nord-sud reliant Chinon à Loudun, peut-être recouverte par la route départementale 759. Le site des thermes se trouve à un peu plus de 300 m de ces deux voies, au niveau d'une terrasse alluvionnaire ancienne surplombant légèrement le cours d'un ruisseau affluent de rive gauche de la Vienne.
L'installation des établissements thermaux dans les quartiers périphériques des agglomérations semble être une pratique assez courante dans l'Antiquité romaine. Dans une cité où le bois tient encore une part importante dans l'architecture du bâti, la position excentrée des thermes limite les risques de propagation d'un éventuel incendie ; la pollution par les fumées est également réduite ; enfin, il faut pouvoir disposer d'une emprise importante pour accueillir tous les bâtiments du complexe thermal.

## Circonstances de la découverte
À la fin des années 2000, la construction d'un espace intercommunal met au jour des blocs de maçonnerie antiques, des fragments de céramique et des terres cuites architecturales (briques, tegulae). Les travaux sont stoppés pour une durée de quatre semaines, le temps d'une opération de fouille de sauvetage mais une partie des vestiges, à l'ouest du site, est d'ores et déjà détruite. Encore plus à l'ouest et en 1979, la construction d'un stade de football aurait déjà emporté des vestiges antiques.

## Description et chronologie de l'établissement thermal
Les vestiges mis au jour se développent sur 25 × 15 m de l'ouest à l'est et du nord au sud, soit environ 400 m2. Seule la limite méridionale des thermes étant attestée, la superficie totale de l'établissement est évaluée à 600 m2 ; quatorze pièces au minimum sont identifiées. Ces dimensions confèrent sans conteste à ces thermes le statut d'édifice public, rattaché à l'agglomération secondaire de Cinais. Une comparaison peut être établie avec des complexes analogues, à Rauranum (Rom) ou Cherré (Aubigné-Racan) : la fonction est la même, mais la distribution des pièces différentes.
Les thermes sont actifs du IIe au IVe siècle. Au cours de cette période, deux principaux états architecturaux sont identifiés, que différencie principalement le système de chauffage des pièces.

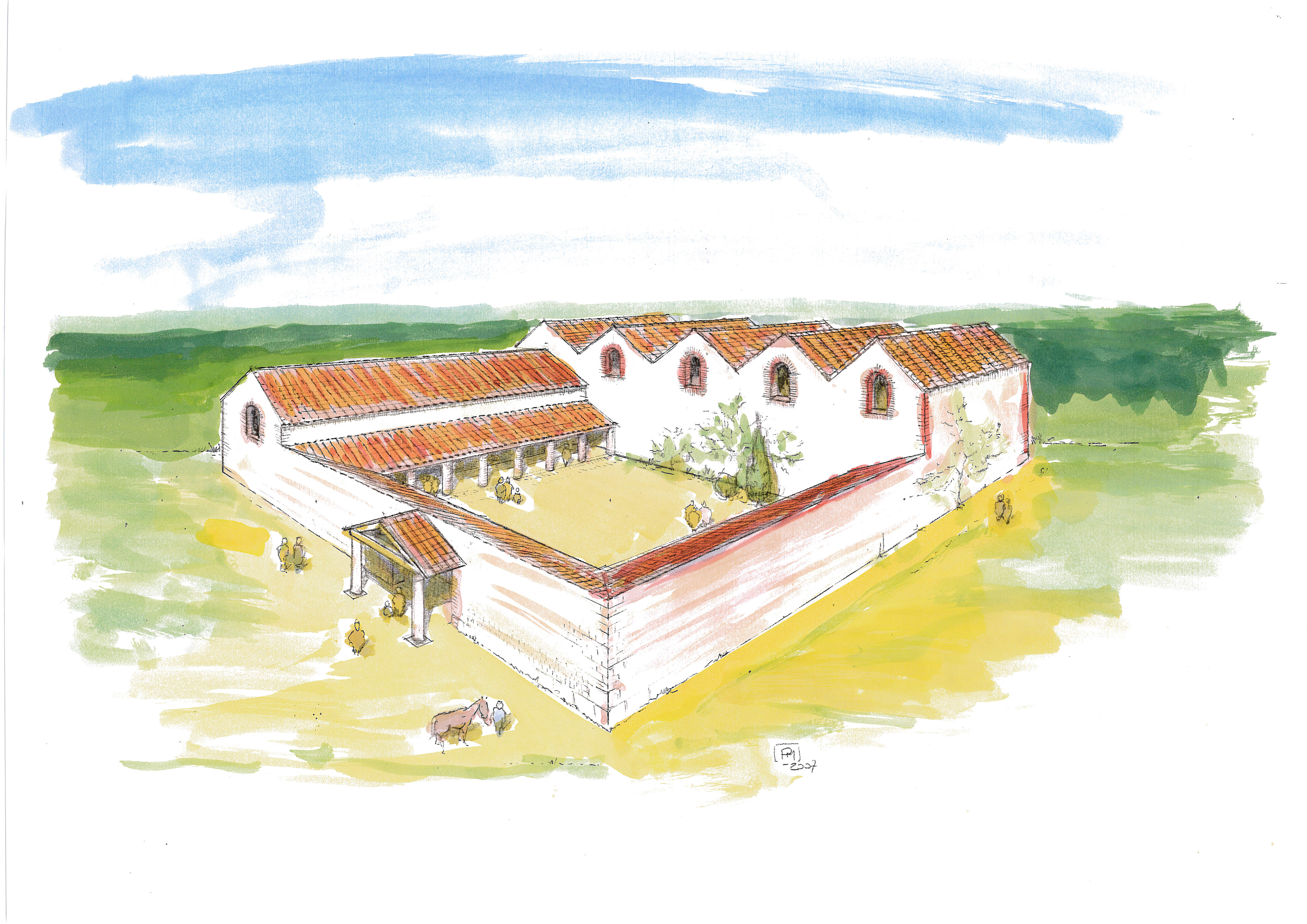
Proposition de restitution des thermes de Cherré (second état).

### Les thermes auxIIeetIIIesiècles

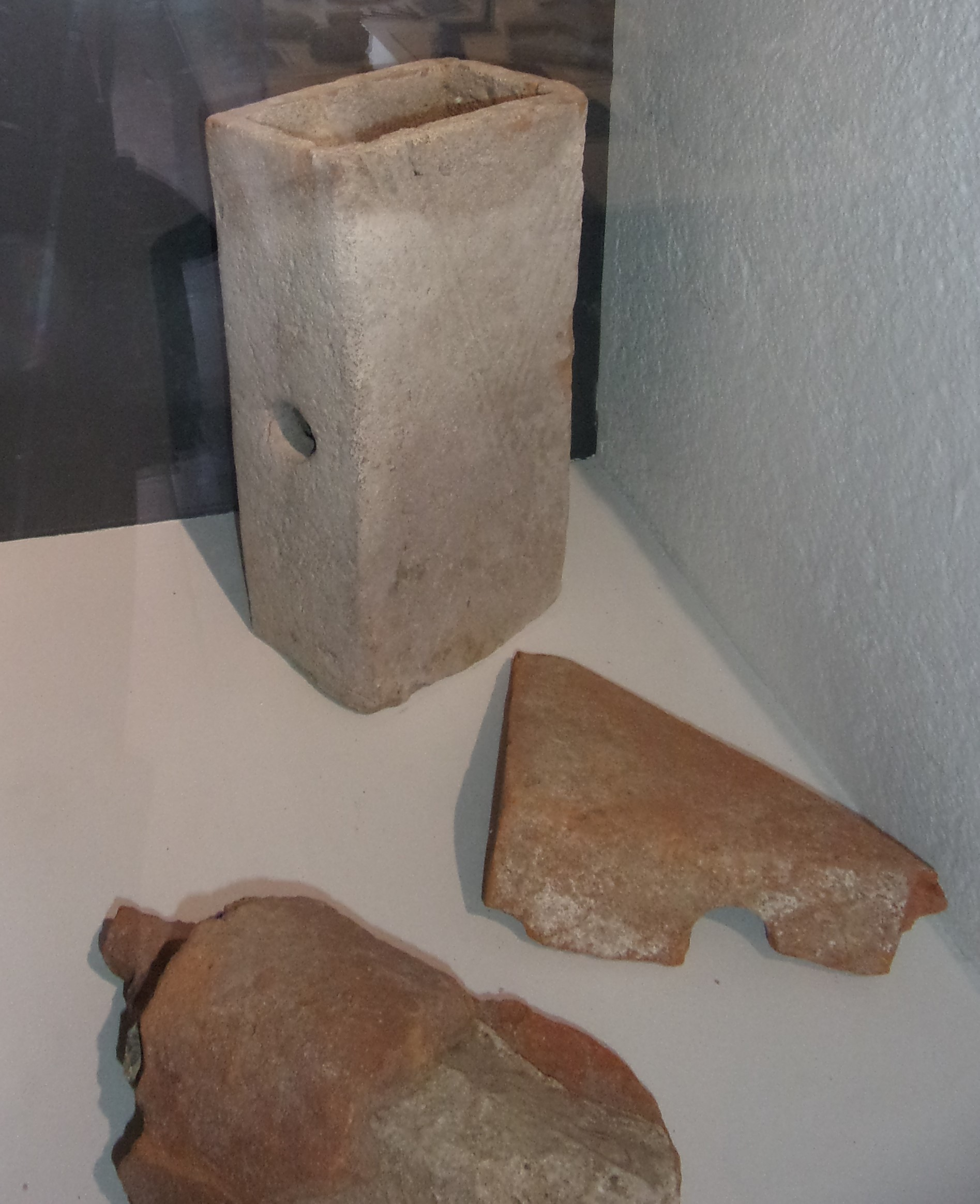
Tubuli des thermes.

Les bâtiments identifiés se situent au sud d'une palestre dont les sépare une galerie. Sensiblement au centre de la partie fouillée, le caldarium (30 m2) est chauffé par un système d'hypocauste : la pièce est réchauffée grâce à son plancher surélevé par des pilettes de briques superposées mais également par des conduits (tubuli) servant l'évacuation des gaz chauds du foyer et insérés dans l'épaisseur des murs. Le foyer proprement dit, ou praefurnium, est attenant à l'ouest du caldarium ; peut-être est-il surmonté d'un bassin d'eau chaude. Au sud du caldarium, une pièce, mal conservée, est interprétée comme le tepidarium (pièce tiède), une tuyauterie de chauffage restant encastrée dans l'un de ses murs. À l'est du caldarium, une petite pièce étroite est sans doute un bassin. Encore plus à l'est, mais de dimensions beaucoup plus importantes, se tient la pièce froide du complexe thermal, ou frigidarium. Enfin, au sud du praefurnium, une pièce très dégradée est considérée comme une dépendance de celui-ci, peut-être un local de stockage du combustible.
À l'ouest de cet ensemble, un second praefurnium est détruit par les travaux à l'origine de la découverte du site. Deux hypothèses sont formulées. Cette chaufferie dessert une autre pièce chaude des thermes (caldarium ou sudatorium), ce qui obligerait à sortir dehors pendant le parcours rituel d'une pièce à l'autre ; cette hypothèse est peu concevable. Plus vraisemblablement, cette chaufferie est celle d'un second complexe thermal, indépendant du premier ; l'un est réservé aux hommes, l'autre aux femmes.

### Les thermes auIVesiècle
Au IVe siècle, un incendie ravage les thermes. Ils sont largement reconstruits mais avec une économie de moyens, en réutilisant autant que possible les matériaux du premier édifice, même calcinés. Si le plan général n'est pas foncièrement modifié, deux importantes différences se remarquent. Le second praefurnium disparaît et, surtout, dans le caldarium, le sol suspendu sur des pilettes laisse la place à un réseau de tuyaux où circule l'air chaud. Ces tuyaux sont noyés dans un radier de cailloux compactés qui supporte le sol des pièces. Le tepidarium rectangulaire est remplacé par une pièce absidiale chauffée, elle aussi, par un réseau rayonnant de conduits enterrés. Cette pièce est interprétée comme un solium, un bassin d'eau chaude pourvu sur son pourtour d'une banquette. À l'est de cette pièce, un nouveau tepidarium est construit. Cet aménagement du plan du complexe entraîne une modification dans le circuit de passage d'une pièce à l'autre pour les usagers.

## Pour en savoir plus